# Экстаз святой Терезы
«Экстаз святой Терезы Авильской» (итал. Estasi di santa Teresa d'Avila) — алтарная скульптурная группа в капелле Корнаро римской церкви Санта-Мария-делла-Виттория, созданная в 1645—1652 годах выдающимся скульптором итальянского барокко Джованни Лоренцо Бернини по заказу венецианского кардинала Федерико Корнаро.

## История капеллы и иконографическая программа скульптурной группы
Капелла была создана по заказу прелата и кардинала, патриарха Венеции Федерико Корнаро (Корнер) (1579—1653), потомка могущественной семьи. Его поручение пришло Бернини в то время, когда скульптор и архитектор подвергался резкой критике в Риме за неудачные башни, спроектированные им для Собора Святого Петра, которые пришлось снести из-за риска обрушения. Таким образом, у Бернини появилась возможность доказать своё мастерство созданием выдающегося произведения искусства.
Капелла Корнаро находится в левом трансепте церкви. Неглубокое помещение облицовано плитами разноцветного мрамора янтарно-желтого, охристого, розового и коричневато-красного оттенков, фризы и капители колонн позолочены. В центре в архитектонической эдикуле, обрамлённой сдвоенными колоннами коринфского ордера пятнистого мрамора, находится алтарь. В алтаре помещены стихотворные строки: Nisi coelum creassem, ob te solam crearem («Если бы я не создал небеса, я бы создал их для вас»). Это слова из легенды о святой Терезе Авильской, испанской монахине-кармелитке, реформатору ордена, создательнице орденской ветви «босоногих кармелиток» и выдающейся писательнице, жившей в XVI веке.
В сочинении «Книга жизни» (Libro de la vida, 1562—1565), полном мистических откровений, Тереза, в частности, описала видение Иисуса Христа и херувима, пронзившего её сердце огненным копьём, отчего она испытала «сладостную муку». «Мне показалось, — писала святая Тереза, — что ангел вонзил огненную стрелу несколько раз мне в сердце, и я почувствовала, как остриё проникало мне внутрь. И когда он её вынул, мне казалось, что он взял и моё сердце, и я осталась исполненной пламенной любви к Богу. Боль при этом была так велика, что я не могла сдерживать стоны, однако она была столь сладостна, что я не могла желать, чтобы она покинула меня».

## Композиция скульптуры
Бернини сумел воплотить в мраморе мистическое видение святой Терезы. Предположительно, идею композиции Бернини подсказало живописное произведение Джованни Ланфранко «Экстаз блаженной Маргариты да Кортона» (1622, Палаццо Питти, Флоренция). Скульптуры, выполненные из белого каррарского мрамора, расположены в алтарной нише среди колонн из цветного мрамора, на фоне позолоченных бронзовых лучей, которые символизируют божественный свет. Святая Тереза погружена в состояние духовного озарения. Запрокинув голову, охваченная томлением святая лежит на облаках; ангел направляет в её сердце золотую стрелу. Бернини сделал всё, чтобы мистическое видение Св. Терезы ощущалось зрителем не только как достоверное, но и как сиюминутно происходящее. Это одна из основных идей религиозного искусства контрреформации: чудо как бы происходит на глазах зрителя — здесь и сейчас. Тяжёлый мрамор фигур, пронизанный льющимися сверху потоками света, изображёнными лучами из позолоченной бронзы, кажется парящим, невесомым. Скульптурная группа превращается в мистическое виде́ние. Бернини скрыл верхний источник света (из невидимого зрителю окна), а снизу предусмотрел подсветку (в настоящее время она электрическая). И даже то, что скульптурная группа подвешена в воздухе на металлических кронштейнах (они не видны зрителю), не портит общего впечатления.
Именно с этим произведением связано знаменитое высказывание Бернини о собственном творческом методе: «Это высшее достижение моего резца, которым я победил мрамор и сделал его гибким как воск. Этим я смог в известной мере объединить скульптуру с живописью». Вся композиция действительно отражает полное единение и взаимопревращение архитектуры, скульптуры, цвета и света в пространстве храма — апогей идеологии и эстетики искусства римского католического барокко.
Вопреки позднейшим измышлениям о якобы предельно чувственной и даже сладострастной интерпретации темы выдающимся скульптором Жермен Базен, опровергая мнение французского архитектора Саломона де Броса, отметил: «В действительности художник стремился показать, как при неожиданном появлении Святого Духа тело Святой внезапно утратило признаки жизни».
Пространство капеллы оформлено позднее учениками Бернини: архитектором Маттиа де Росси, скульпторами Франческо Ферруччи, Доменико Гвиди, Джованни Барбери, Николя Лорреном. Роспись свода капеллы осуществил Гвидо Убальдо Аббатини. По сторонам капеллы, на боковых стенах, расположены мраморные «лоджии-обманки», подобные театральным, с горельефными полуфигурами, изображающими членов семьи Корнаро (одного дожа и семь кардиналов), как бы наблюдающими и обсуждающими происходящее на их глазах чудо. В пределле алтаря капеллы Корнаро расположен рельеф из позолоченного серебра «Тайная вечеря».
- Капелла Корнаро
- Боццетто скульптурной группы. 1640-е гг. Терракота. Государственный Эрмитаж, Санкт-Петербург
- Экстаз святой Терезы. 1646. Мрамор
- Экстаз святой Терезы. Деталь
- Экстаз святой Терезы. Ангел
- Голова святой Терезы
- Деталь скульптуры
- Деталь. Рука ангела